# Pro Patria et Libertate Unione degli Sports Bustesi 1942-1943
Questa voce raccoglie le informazioni riguardanti la Pro Patria et Libertate Unione degli Sports Bustesi nelle competizioni ufficiali della stagione 1942-1943.

## Stagione
Nella stagione di guerra 1942-1943 la Pro Patria disputa il campionato di Serie B, con 37 punti si piazza al quarto posto finale. Si è trattato di un campionato condizionato pesantemente dall'intensificarsi delle ostilità belliche, ma con un avvincente finale che ha promosso in Serie A il Modena, primo con 45 punti, ed il Brescia secondo con 43 punti. Terzo il Napoli con 41 punti, che perde in casa (0-1) con il Modena lo scontro diretto dell'ultima giornata, mentre il Brescia cadeva (1-0) ad Alessandria. La squadra bustocca allenata da Carlo Rigotti ha avuto la miglior difesa del campionato, con sole 25 reti subite in 32 partite, ma ha scontato un attacco non all'altezza della lotta per salire in Serie A. Dopo lo sbarco degli americani in Sicilia nel Marzo 1943, il Palermo è si è trovato costretto a por termine al suo torneo con 24 partite giocate, e quindi la Federazione ha annullato gli incontri fin lì disputati. Nella Coppa Italia i tigrotti subito eliminati nel primo turno, con la rotonda sconfitta (3-0) subita a Vicenza.

## Rosa
| N. |                   | Ruolo | Calciatore        |
| -- | ----------------- | ----- | ----------------- |
|    | Italia (bandiera) | C     | Antonio Azimonti  |
|    | Italia (bandiera) | C     | Arturo Boniforti  |
|    | Italia (bandiera) | C     | Giuseppe Castelli |
|    | Italia (bandiera) | A     | Goffredo Colombi  |
|    | Italia (bandiera) | A     | Giuseppe Colombo  |
|    | Italia (bandiera) | D     | Egidio Crosta     |
|    | Italia (bandiera) | D     | Giancarlo Crespi  |
|    | Italia (bandiera) | C     | Egidio Crippa     |
|    | Italia (bandiera) | A     | Piero Dondi       |
|    | Italia (bandiera) | A     | Vittorio Erba     |
|    | Italia (bandiera) | P     | Gino Favini       |

| N. |                   | Ruolo | Calciatore             |
| -- | ----------------- | ----- | ---------------------- |
|    | Italia (bandiera) | C     | Enzo Ferrario          |
|    | Italia (bandiera) | A     | Alessandro Fornasaris  |
|    | Italia (bandiera) | A     | Annibale Frossi        |
|    | Italia (bandiera) | A     | Silvio Gallazzi        |
|    | Italia (bandiera) | D     | Emilio Gattoronchieri  |
|    | Italia (bandiera) | D     | Giovanni Ivaldi        |
|    | Italia (bandiera) | A     | Bruno Palma            |
|    | Italia (bandiera) | C     | Piero Pozzi            |
|    | Italia (bandiera) | C     | Riccardo Alberto Villa |
|    | Italia (bandiera) | P     | Guido Visco Gilardi    |

## Risultati

### Serie B

#### Girone di andata
| Arbitro: | Tassini (Verona) |

|  |           |           |
|  | Marcatori | 10’ Palma |

| Busto Arsizio 11 ottobre 1942 2ª giornata | Pro Patria        | 0 – 0 | Brescia | Stadio Bruno Mussolini\| Arbitro: \| Bertolio (Torino) \| |
| Arbitro:                                  | Bertolio (Torino) |       |         |                                                           |

| Arbitro: | Bellè (Venezia) |

|                       |           |  |
| Zironi 22’ Ottino 25’ | Marcatori |  |

| Arbitro: | Venutti (Trieste) |

|                      |           |               |
| Boniforti 90’ (rig.) | Marcatori | 75’ Maccarino |

| Arbitro: | Tibaldi (Savona) |

|  |           |              |
|  | Marcatori | 66’ Castelli |

| Arbitro: | Zambotto (Padova) |

|            |           |            |
| Colombi 5’ | Marcatori | 62’ Busani |

| Arbitro: | Zilli (Reggio Emilia) |

|            |           |  |
| Frossi 71’ | Marcatori |  |

| Arbitro: | Vannini (Bologna) |

|  |           |                      |
|  | Marcatori | 2’ (aut.) De Angelis |

| Arbitro: | Bianchi (Firenze) |

|                                          |           |  |
| Frossi 16’ Fornasaris 49’, 61’ Dondi 80’ | Marcatori |  |

| Cremona 6 dicembre 1942 10ª giornata | Cremonese              | 0 – 0 | Pro Patria | Polisportivo Roberto Farinacci\| Arbitro: \| Poggipollini (Ferrara) \| |
| Arbitro:                             | Poggipollini (Ferrara) |       |            |                                                                        |

| Arbitro: | Tibaldi (Savona) |

|                            |           |  |
| Dondi 29’, 74’ Colombi 54’ | Marcatori |  |

| Arbitro: | Piglione (Reggio Emilia) |

|                                              |           |  |
| Ulivieri 12’ Boniforti 28’ (aut.) Polack 55’ | Marcatori |  |

| Arbitro: | Bernardi (Savona) |

|                |           |  |
| Fornasaris 14’ | Marcatori |  |

| Arbitro: | Silvano (Torino) |

|                        |           |                           |
| Capra 40’ Gallanti 86’ | Marcatori | 47’ Gallazzi 90’ Castelli |

| Arbitro: | Tassini (Verona) |

|                                            |           |  |
| Boniforti 5’ (rig.) Gallazzi 30’ Dondi 51’ | Marcatori |  |

| Arbitro: | Silvano (Torino) |

|                             |           |             |
| Formentin 1’ Bortoletti 76’ | Marcatori | 59’ Colombi |

| Arbitro: | Bertolio (Torino) |

|              |           |            |
| Castelli 15’ | Marcatori | 9’ Gordini |

#### Girone di ritorno
| Arbitro: | Canavesio (Torino) |

|                                                           |           |  |
| Gallazzi 24’ Fornasaris 47’ 52’ Frossi 63’ Fornasaris 81’ | Marcatori |  |

| Brescia 7 febbraio 1943 19ª giornata | Brescia          | 0 – 0 | Pro Patria | Stadium di Viale Piave\| Arbitro: \| Buratti (Milano) \| |
| Arbitro:                             | Buratti (Milano) |       |            |                                                          |

| Busto Arsizio 14 febbraio 1943 20ª giornata | Pro Patria     | 0 – 0 | Modena | Stadio Bruno Mussolini\| Arbitro: \| Neri (Vicenza) \| |
| Arbitro:                                    | Neri (Vicenza) |       |        |                                                        |

| Arbitro: | Poggipollini (Ferrara) |

|                   |           |                                     |
| Foglia 37’ (rig.) | Marcatori | 60’ Castelli 65’ Gallazzi 86’ Dondi |

| Arbitro: | Coletti (Treviso) |

|                              |           |              |
| Fornasaris 19’ Dondi 53’ 62’ | Marcatori | 64’ Battioni |

| Arbitro: | Pizziolo (Firenze) |

|                           |           |  |
| Viani 69’, 83’ Milano 89’ | Marcatori |  |

| Arbitro: | Bertolio (Torino) |

|          |           |  |
| Vigo 22’ | Marcatori |  |

| Busto Arsizio 21 marzo 1943 25ª giornata | Pro Patria       | 0 – 0 | Pescara | Stadio Bruno Mussolini\| Arbitro: \| Tassini (Verona) \| |
| Arbitro:                                 | Tassini (Verona) |       |         |                                                          |

| Arbitro: | Neri (Vicenza) |

|  |           |                           |
|  | Marcatori | 35’ Boniforti 62’ Colombi |

| Busto Arsizio 4 aprile 1943 27ª giornata | Pro Patria      | 0 – 0 | Cremonese | Stadio Bruno Mussolini\| Arbitro: \| Donati (Milano) \| |
| Arbitro:                                 | Donati (Milano) |       |           |                                                         |

| Arbitro: | Fois (Roma) |

|              |           |  |
| Cozzarin 59’ | Marcatori |  |

| Arbitro: | Tassini (Verona) |

|                      |           |                   |
| Colombo 32’ 52’, 57’ | Marcatori | 30’ (rig.) Polack |

| 25 aprile 1943 30ª giornata | Pro Patria | – Gara non disputata per l'esclusione del Palermo dal torneo | Palermo-Juventina |  |

| Busto Arsizio 9 maggio 1943 31ª giornata | Pro Patria        | 0 – 0 | Fanfulla | Stadio Bruno Mussolini\| Arbitro: \| Vannini (Bologna) \| |
| Arbitro:                                 | Vannini (Bologna) |       |          |                                                           |

| Arbitro: | Scotti (Taranto) |

|                              |           |                        |
| Salvadori 7’ 44’ Flumini 65’ | Marcatori | 79’ Azimonti 82’ Pozzi |

| Arbitro: | Da Broj (Forlì) |

|           |           |  |
| Villa 80’ | Marcatori |  |

| Arbitro: | Malingher (Roma) |

|                  |           |  |
| Costanzo 20’ 85’ | Marcatori |  |

### Coppa Italia
| Arbitro: | Zilli (Reggio Emilia) |

|                                     |           |  |
| Campana 43’ Capri 66’ Quaresima 78’ | Marcatori |  |